# Pentax K-x
Pentax K-x er et 12,4 megapixel digitalt spejlreflekskamera fra den japanske producent Pentax. Kameraet, der blev introduceret i 2009, er velegnet til optagelser med begrænset lys. 

## Eksternt link
- Pentax K-x Review – anmeldelse af kameraet på dpreview.com

| Fotografi | Spire Denne artikel om fotografi er en spire som bør udbygges. Du er velkommen til at hjælpe Wikipedia ved at udvide den. |